# Dicionário Enciclopédico Efron & Brockhaus

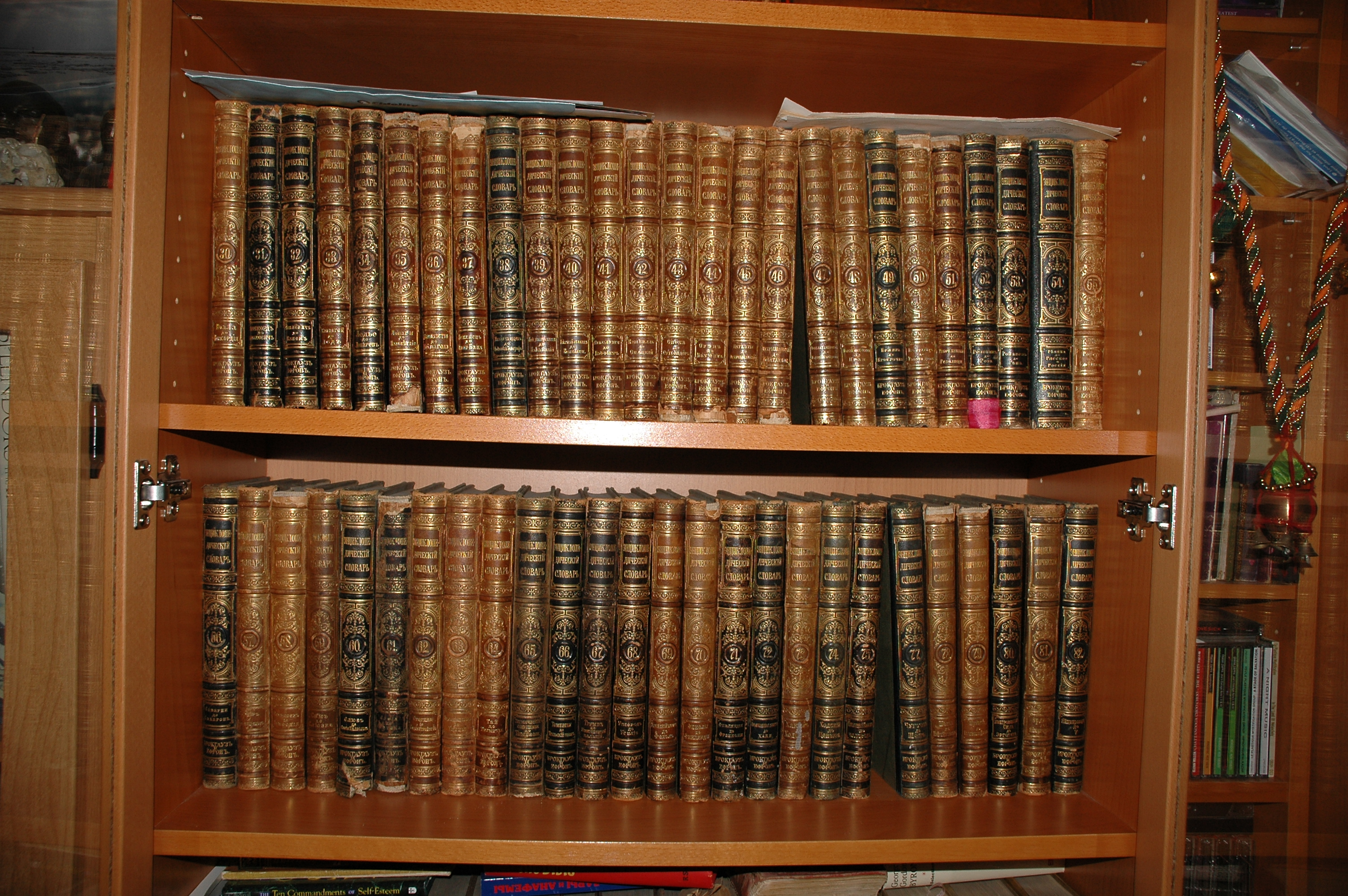
Uma parte dos 86 volumes do Dicionário

O Dicionário Enciclopédico Efron & Brockhaus (em russo:  Энциклопедический словарь Брокгауза и Ефрона), com 35 volumes na versão menor e 86 volumes na maior, é, em estilo e escopo, a contraparte russa à Encyclopædia Britannica (edição de 1911). Ele contém 121.240 artigos, 7.800 imagens e 235 mapas. Foi publicado pela Rússia Imperial entre 1890 e 1906, num esforço enciclopédico coletivo entre editores de Leipzig e São Petersburgo. Os artigos foram escritos por acadêmicos russos de primeira linha da época, incluindo Dmitri Mendeleiev e Vladimir Solovyov.
Republicações da obra foram lançadas após a dissolução da União Soviética.